# Jam (låt)
Jam är en hit från Michael Jacksons album Dangerous från 1991.
Jam handlar i huvudsak om hur världen har förändrats till det sämre och hur man ska hjälpas åt för att göra den bättre. Rapdelen i låten rappas av Heavy D och i musikvideon till låten medverkar basketspelaren Michael Jordan. 
Musikvideon är egentligen inte särskilt kopplad till texten, utan videon går ut på att Michael Jackson ska lära Michael Jordan dansa och Michael Jordan ska lära Michael Jackson att spela basket. 
1992 släpptes ursprungligen Jam som CD-singel. 2006 släpptes den åter igen men på Dual Disc som en del av Visionary-projektet.

## Låtlista

### Storbritannien
1. Jam (7" edit) 4.05
2. Jam (Roger's jeep mix) 5.54
3. Jam (Atlanta techno mix) 6.06
4. Wanna Be Startin' Somethin' (Brothers in rhythm house mix) 7.40

### USA
1. Jam (roger's jeep radio mix) 3:57
2. Jam (Silky 7") 4:17
3. Jam (Roger's club mix) 6:20
4. Jam (Atlanta techno mix) 6:06
5. Rock With You (Masters at work remix) 5:29

### Australien
1. Jam (Roger's club mix) 6:20
2. Jam (More than enuff Mix) 5:56
3. Jam (E-Smoove's jazzy Jam) 6:44
4. Jam (Teddy's 12" mix) 5:42
5. Jam (Roger's underground mix) 6:02
6. Jam (Silky 12") 6:20

## Liveframträdanden
- - Låten var öppningsnummer för alla konserter under Dangerous Tour 1992-1993
  - 1993 på Super Bowl XXVII framfördes en kortare version av låten som en del av ett medley
  - 1996 var låten öppningsnummer för en uppvärmningskonsert inför HIStory Tour i Brunei